# Polegate
Polegate is een civil parish in het bestuurlijke gebied Wealden, in het Engelse graafschap East Sussex. De plaats telt 7655 inwoners.